# 보비 롭슨
보비 롭슨 경(영어: Sir Bobby Robson, CBE, 1933년 2월 18일 ~ 2009년 7월 31일)은 영국의 축구 선수이자 감독이다. 포지션은 세컨드 스트라이커였다. 약 20년동안 선수생활을 하며 풀럼 FC, 웨스트 브로미치 앨비언과 캐나다의 밴쿠버 로열즈에서 활약했었다. 잉글랜드 축구 국가대표팀의 일원으로서 활약하며 20경기에 나와 4골을 넣기도 하였다.
은퇴 후에는 감독 생활을 하였는데, 클럽 팀과 국가대표팀 모두에서 성공적이었다. 잉글랜드 축구 국가대표팀을 1990년 FIFA 월드컵에서 4위에 올려놓았고, 1991년과 1992년에 에레디비시 우승, 1995년과 1996년에 포르투갈 리가 우승을 했다.
2009년 7월 31일 폐암으로 사망하였다.

## 어린 시절

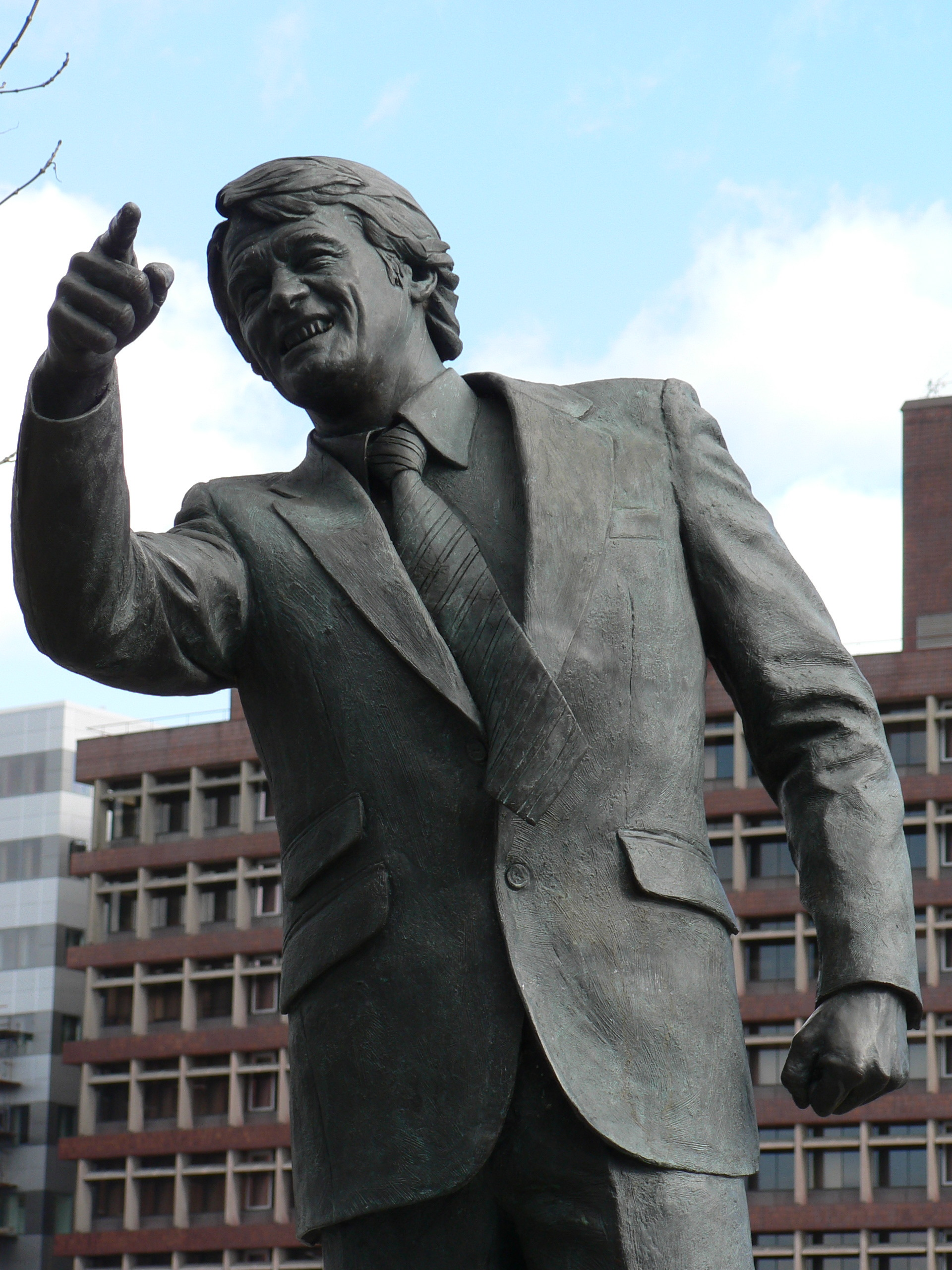
보비 롭슨 경 동상. 입스위치 타운의 경기장 앞에 서 있다.

보비 롭슨은 1933년 2월 18일 잉글랜드의 더럼주(County Durham)에서 광부의 아들로 태어났다. 어렸을 때 뉴캐슬 유나이티드 FC의 팬이었고, 좋아했던 선수들의 포지션은 세컨드 스트라이커였다. 그는 후에 세컨드 스트라이커로 뛰게 되었다.
11살에 그는 토요일 아침마다 레인즐리 파크 주니어스에서 뛰었고, 15살때에는 U-18팀에서 뛰게 되었다. 1950년 5월, 풀럼 FC의 감독 빌 돗진은 롭슨을 영입하기 위해 그의 집을 찾았고, 그는 풀럼과 계약을 맺었다.

## 선수 경력
롭슨은 1950년 셰필드 웬즈데이 FC와의 경기에서 데뷔했다. 풀럼은 1951-52시즌 2부리그로 강등당했으나 다시 1부리그로 올라오게 되었다. 4년 뒤 그가 웨스트 브로미치 앨비언에 입단했을 때, 25,000파운드(한화 약 4,900만원)의 이적료는 웨스트 브로미치 역사상 가장 비싼 이적료였다. 그는 1956년 3월 10일 맨체스터 시티 FC전을 시작으로 1957-58시즌에는 24골을 넣어 득점왕을 차지했다. 그는 1962년까지 뛰며 257경기에 나와 61골을 넣었고, 1960-61시즌과 1961-62시즌에는 팀의 주장을 맡았었다. 그러나 1962년 8월에, 웨스트 브로미치의 부회장 짐 곤트와 연봉 문제 때문에 마찰을 빚어 다시 풀럼으로 돌아갔으나 롭슨은 부진한 성적을 보여주었다.
1967년 언론은 아스널 FC가 롭슨에게 관심을 보이고 있다고 했고, 사우스엔드 유나이티드 FC는 그에게 선수겸 감독직을 제안했다. 그러나 그는 거절하고 밴쿠버 로열즈와 3년 계약을 맺고 선수겸 감독으로 뛰었다. 1968년 1월, 풀럼이 그에게 감독직을 제안했고, 그는 곧 풀럼의 감독으로 부임했다.

## 지도자 경력
롭슨은 풀럼에서 감독 경력을 시작했다. 그러나 팀은 그 시즌에 강등당했고, 그는 곧바로 해임되었다. 그는 다시는 실패를 하지 않겠다고 스스로 맹세했다.
그는 1969년 입스위치 타운 FC의 감독이 되었고, 성공적인 시간을 보내게 되었다. 부임 후 4시즌 뒤에 팀을 풋볼 리그 1부의 4위에 올려놓았고, 1972-73시즌에는 텍사코 컵에서 우승을 차지했다. 입스위치는 다음 9시즌 동안 1977-78시즌(18위)을 제외하고 모두 6위권 안에 들었다. 그리고 1977-78시즌에도 FA컵 결승에서 아스널 FC를 이기고 우승을 해 성공적이었다. 그는 13년동안 입스위치의 감독으로 있었고, 팀은 2번의 리그 준우승을 했고 유럽 대회에도 출전했으며, 1980-81시즌에 열린 UEFA컵 경기에서도 AZ 알크마르를 도합 점수 5대 4로 이기고 우승을 차지했다. 그는 단지 14명의 선수들만 영입했으며, 주로 유스 시스템을 거쳐 올라온 선수들을 활용했다.
입스위치에서의 성공적인 시간을 보낸 그는 잉글랜드 축구 국가대표팀 코치직을 제안받았다. 입스위치의 구단주 패트릭 코볼드는 그에게 10년 재계약을 제시했으나, 롭슨은 거절하고 국가대표팀의 코치직을 수락했다. 1982년 7월 7일 잉글랜드가 1982년 FIFA 월드컵 2차 토너먼트 경기에서 떨어지고 이틀이 지난 뒤 그는 감독이 되었고, 웨스트 브로미치 시절 팀동료 돈 호위(Don Howe)를 수석 코치로 임명했다. 롭슨의 잉글랜드는 1986년 FIFA 월드컵 출전 자격을 얻었다. 그러나 주장 브라이언 롭슨은 대회 도중 습관성 어깨 탈골로 자리를 이탈했고, 대회를 좋지 않게 시작했다. 폴란드와 파라과이를 상대로 승리를 해 8강전에 진출했다. 그러나 잉글랜드는 아르헨티나에게 패했는데, 디에고 마라도나가 '신의 손'으로 잉글랜드를 격침시켰다. 롭슨은 그 골을 '추악한 골'로 묘사했고, 자신의 마라도나에 대한 권위가 떨어졌다고 했다.
롭슨의 잉글랜드는 UEFA 유로 1988에서 3전 3패로 조별리그에서 탈락했다. 언론은 롭슨을 질타했다. 사우디아라비아와의 친선경기에서 비긴 후 한 신문은 '알라의 이름으로 떠나라(In the Name of Alah, Go)'라고 했다.
1990년 FIFA 월드컵 지역예선에서 잉글랜드는 시드를 배정받았고, 한골도 허용하지 않았다. 월드컵에서 준결승까지 진출한 잉글랜드는 서독에게 승부차기로 졌고, 롭슨은 국가대표팀 감독직에서 물러나게 되었다.
롭슨은 국가대표팀 감독자리에서 물러난 후 언론과 축구 협회에게 비난을 많이 받았기 때문에, 잉글랜드에 남지 않았고, 네덜란드로 가 PSV 에인트호번의 감독으로 부임했다. 롭슨은 1990-91시즌과 1991-92시즌 에레디비시 우승을 차지했다. 그러나 유럽 대회에서 뚜렷한 모습을 보이지 못했고, 1991-92시즌의 마지막에 팀을 떠났다.
1992년 7월 스포르팅 CP의 감독으로 부임했다(당시 통역은 조제 모리뉴가 맡았다). 롭슨은 첫 해에 3위를 했다. 그러나 구단주는 롭슨의 동의 없이 선수를 영입했고, 롭슨은 팀이 심각한 상태에 있다고 말했다. 결국 1993년 12월 팀을 리그 상위권에 올려놓고 해임되었다. 스포르팅의 라이벌 FC 포르투는 재빨리 롭슨을 감독자리에 앉혔다. 당시 FC 포르투는 평균 관중 수가 1만명 가까이로 추락한 상태였다. 롭슨의 포르투는 포르투갈 컵에서 그의 전 팀 스포르팅을 이기고 우승을 차지했고, 1994-95시즌과 1995-96시즌 우승을 차지했다.
1996년 여름, FC 바르셀로나는 롭슨을 데려오려 했다. 7월 그가 바르셀로나의 감독이 되자, 당시 바르셀로나의 감독이었던 요한 크라위프는 회장실에서 의자를 때려부수고 팀을 나왔다. 롭슨은 호나우두를 영입했고, 코파 델 레이, 수페르코파 데 에스파냐과 UEFA 컵위너스컵에서 우승을 차지했으며, 1996-97시즌 유럽 올해의 감독상을 수상했다. 1998-99시즌에 다시 PSV로 돌아간 그는 페예노르트 로테르담, 빌럼 II 틸뷔르흐에 이어 3위를 했으며, UEFA 챔피언스리그로 팀을 이끌었다.
PSV와 계약이 만료된 그는 잉글랜드 축구협회 기술국의 자리에 앉기 위해 잉글랜드로 돌아왔다가, 뤼트 휠릿이 뉴캐슬 유나이티드의 감독직에서 사임하자 1999년 9월 뉴캐슬의 감독으로 부임했다. 1999-00시즌에 뉴캐슬은 11위를 차지했다. 2000년 후반에, 케빈 키건이 국가대표팀 감독을 사임하자, 축구협회는 뉴캐슬 구단주 프레디 셰퍼드(Freddy Shepherd)에게 롭슨을 국가대표팀의 보조 코치로 임명할 것을 요청했지만 셰퍼드는 거절했다. 2001-02시즌 롭슨은 뉴캐슬을 4위로 이끌었고, 다음해에는 3위를 함과 동시에 UEFA 챔피언스리그 출전권을 얻었다. 2003-04시즌 5위를 해 챔피언스리그에는 나가지 못했으나, UEFA컵에서 준결승전까지 진출했다. 그는 2004년 8월 30일까지 뉴캐슬의 감독으로 있었다. 후에 아일랜드 축구 국가대표팀의 고문 역할을 하기도 했으나, 건강상의 문제로 2007년 11월 17일 사임했다. 2003년 잉글랜드 축구 명예의 전당에 올랐으며, 입스위치의 명예 회장으로 있었다.

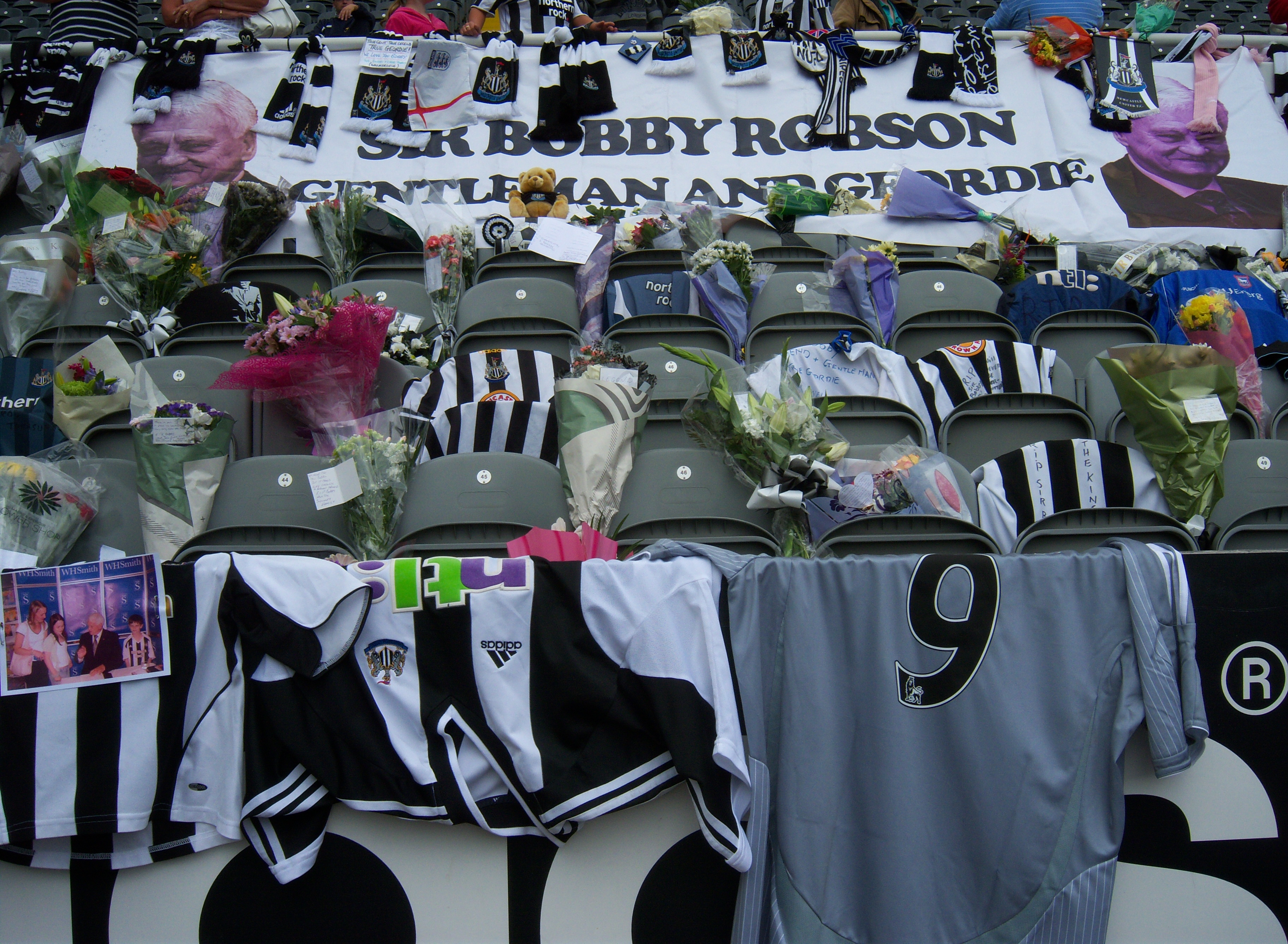
뉴캐슬 유나이티드 팬들의 보비 롭슨 경 추모

2009년 7월 31일 고향 더럼 주에서 사망하였다.

## 수상
입스위치 타운
- FA컵 : 1977–78
- UEFA컵 : 1980–81

PSV
- 에레디비시 : 1990–91, 1991–92
- 요한 크라위프 스할 : 1998

포르투
- 프리메이라 디비상: 1994–95, 1995–96
- 타사 드 포르투갈: 1993–94
- 수페르타사 칸디두 드 올리베이라: 1994

바르셀로나
- 코파 델 레이 : 1996–97
- 수페르코파 데 에스파냐 : 1997
- 유러피언 위너스컵 : 1996–97

잉글랜드
- 루스 컵 : 1986, 1988, 1988
- 브리티시 홈 챔피언십 : 1982–83

개인
- FWA 공로상 : 1992
- 유럽 올해의 감독 : 1996-97
- 프리미어리그 이 달의 감독 6회
- LMA 특별 공로상 : 2002
- UEFA 회장상 : 2002
- PFA 공로상 : 2003
- FAI 공로상 : 2006
- BBC 커리어 공로상 : 2007
- FIFA 페어 플레이 상 : 2009
- FIFA 공로상 : 2009
- UEFA 공로상 : 2009
- 잉글랜드 축구 명예의 전당 : 2003
- 입스위치 타운 명예의 전당 : 2009
- BSWA 팻 베스포드 트로피 : 2001

## 서훈
- 대영 제국 훈장 3등급(CBE) 수훈[11] : 1991
- 기사 작위(Knight Bachelor) 서임[12] : 2002